# Mỹ Hải
Mỹ Hải là một phường thuộc thành phố Phan Rang – Tháp Chàm, tỉnh Ninh Thuận, Việt Nam.

## Địa lý
Phường Mỹ Hải nằm ở phía đông thành phố Phan Rang – Tháp Chàm, có vị trí địa lý:
- Phía đông giáp Biển Đông (vịnh Phan Rang)
- Phía tây giáp phường Tấn Tài
- Phía nam giáp các phường Mỹ Đông và Đông Hải
- Phía bắc giáp phường Mỹ Bình.

Phường có diện tích 2,70 km², dân số năm 2019 là 6.048 người, mật độ dân số đạt 2.240 người/km².

## Hành chính
Phường Mỹ Hải được chia thành 5 khu phố: 1, 2, 3, 4, 5.

## Lịch sử
Trước đây, Mỹ Hải là một xã thuộc huyện Ninh Hải.
Ngày 13 tháng 3 năm 1979, Hội đồng Chính phủ ban hành Quyết định số 104-CP về việc điều chỉnh địa giới hành chính một số xã và thị trấn thuộc tỉnh Thuận Hải. Theo đó, tách các thôn Tấn Tài A, Tấn Tài B của thị trấn Phan Rang, thôn Tấn Lộc của xã Mỹ Hải để thành lập xã Tấn Hải (nay là phường Tấn Tài).
Ngày 30 tháng 10 năm 1982, Hội đồng Bộ trưởng ban hành Quyết định 45-HĐBT. Theo đó, chuyển xã Mỹ Hải về thị xã Phan Rang – Tháp Chàm quản lý.
Ngày 21 tháng 1 năm 2008, Chính phủ ban hành Nghị định 08/2008/NĐ-CP. Theo đó:
- Điều chỉnh 11,2 ha diện tích tự nhiên và 1.262 người của phường Mỹ Đông; 133,01 ha diện tích tự nhiên và 2.512 người của xã Văn Hải về xã Mỹ Hải quản lý
- Điều chỉnh 2,72 ha diện tích tự nhiên của xã Mỹ Hải về phường Tấn Tài quản lý; 1,03 ha diện tích tự nhiên và 6 người của xã Mỹ Hải về phường Thanh Sơn quản lý
- Thành lập phường Mỹ Bình trên cơ sở điều chỉnh 495,76 ha diện tích tự nhiên và 8.076 người của xã Mỹ Hải
- Thành lập phường Mỹ Hải trên cơ sở 221,70 ha diện tích tự nhiên và 4.919 người còn lại của xã Mỹ Hải.